# Les Visiteurs
Les Visiteurs is een Franse komische film uit 1993, ontsproten uit het brein van Christian Clavier en Jean-Marie Poiré.
De film werd geregisseerd door Jean-Marie Poiré en kwam wereldwijd in januari 1993 in de filmzalen. De hoofdrollen worden gespeeld door Jean Reno (Godefroy de Papincourt), Christian Clavier (Jacquouille la Fripouille) en Valérie Lemercier (Béatrice de Montmirail).

## Rolverdeling
| Acteur            | Personage                                    |
| ----------------- | -------------------------------------------- |
| Hoofdrollen       |                                              |
| Christian Clavier | Jacquouille la Fripouille/Jacquard           |
| Jean Reno         | Godefroy de Papincourt, Comte de Montmirail  |
| Bijrollen         |                                              |
| Valérie Lemercier | Frénégonde de Pouille/Béatrice de Montmirail |
| Marie-Anne Chazel | Ginette la clocharde                         |
| Christian Bujeau  | Jean-Pierre                                  |
| Isabelle Nanty    | Fabienne Morlot                              |
| Gérard Séty       | Edgar Bernay                                 |
| Didier Pain       | Louis VI le Gros                             |
| Jean-Paul Muel    | Marechal des Logis Gibon                     |
| Arielle Séménoff  | Jacqueline                                   |
| Michel Peyrelon   | Édouard Bernay                               |
| Pierre Vial       | Wizard Eusebius/Monsieur Ferdinand           |
| François Lalande  | Priest                                       |

## Verhaal
In het jaar van de Heer 1123, redt Godefroy, graaf van Montmirail, Appremont en Papincourt koning Louis VI. Om hem te bedanken schenkt de koning hem als bruid Frénegonde van Pouille, dochter van de hertog van Pouille. Op de weg naar het kasteel vermoordt hij echter, door toedoen van een vergiftigd heksendrankje, de vader van zijn toekomstige bruid.
Ze roepen de hulp in van de tovenaar van Godefroys vader om de tijd terug te draaien tot juist voor het ongelukkige moment. Maar de seniele tovenaar vergeet de kwarteleieren toe te voegen aan de formule, waardoor Godefroy zich met zijn achterlijke schildknaap Jacquouille in het jaar 1992 bevindt.

## Kritiek
De film was een enorm succes in Frankrijk en had er het recordaantal bezoekers tot Titanic het beter deed. Een vervolg kon dan ook niet uitblijven. Dat werd Les Couloirs du temps: Les Visiteurs 2 en er volgde ook een Amerikaanse, maar inferieure, versie, Just Visiting/Les Visiteurs en Amérique.
Door het sporadische gebruik van oud-Franse woorden werd de film door sommigen ontoegankelijk gevonden.
De film bracht ongeveer 98,8 miljoen dollar wereldwijd op, waarvan 'slechts' 650.000 dollar in de Verenigde Staten.